# العباسية (القيروان)

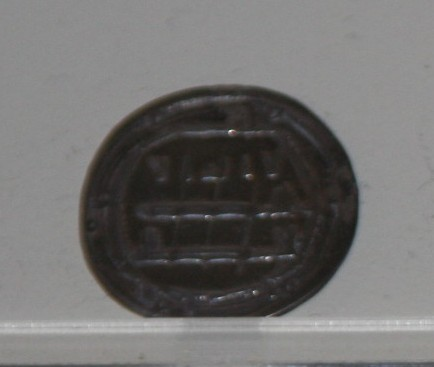
تحرير

العباسية أو القصر القديم هي مدينة تونسية قديمة كانت تقع قرب القيروان، أسست في 801 من قبل إبراهيم بن الأغلب، مؤسس دولة الأغالبة. إندثرت المدينة اليوم ولم يبقى منها سوى أنقاضها التي تعرف باسم قصور الأغالبة.

## التاريخ
قام مؤسس دولة الأغالبة، الأمير إبراهيم بن الأغلب بتشييد مدينة العباسية على بعد 3 أميال من القيروان، وذلك في 185 هـ/801 م، وانتقل إليها رفقة آل بيته وخدمه، متخذا منها دارًا للإمارة، واستقبل فيها سفراء شارلمان، ملك الإفرنج. 

بقيت العباسية مقرا للإمارة، حتى سنة 263 هـ/877م، تاريخ تشييد مدينة رقادة من قبل الأمير إبراهيم الثاني، الذي انتقل إليها جاعلا منها مقرا جديدا للإمارة.

### مكوناتها
ذكر أبو عبيد الله البكري في كتابه المسالك والممالك المؤرخ في 1068: 

مدينة القصر القديم، بها جامع له صومعة مستديرة مبنية بالآجر والعمد سبع طبقات، «لم يبن أحكم منها ولا أحسن منظرا». بها حمامات كثيرة وأسواق جمة، ومواجل للماء، ينقل منها هذا الأخير للقيروان إذا جفت مواجلها. كان لها عدة أبواب: باب الرحمة، باب الحديد، باب غلبون، باب الريح، وباب السعادة الذي يقابل المقبرة الكبيرة. وسط المدينة توجد رحبة كبيرة.

### الحفريات
حسب المستشرق الفرنسي جورج مارصي، فإن المدينة شهدت حفرية وحيدة في بداية القرن العشرين في موقع يرجح أنه مدينة العباسية، ولم تكن لها نتائج تذكر خاصة وأن الحفريات لم تشمل سوى خمس موضع المدينة وتركزت في هوامشها.

## مقالات ذات صلة
- أغالبة
- القيروان
- رقادة

## بيبليوغرافيا
- فوزي محفوظ، قصر الماء، العباسية، القصر القديم: تعددت الأسماء والموضع واحد، إفريقية، العدد 19، الصفحات 119-144، 2002.
- عبد الحميد فنينة، حول تأسيس مدينة العبّاسيّة بإفريقية (دراسة بحثية في إطار ندوة دولية عقدت في القيروان بين 6-8 مارس 2006)، نشرت في كتاب القيروان وجِهَتُهَ: اكتشافات جديدة، مقارابات جديدة، نصوص جمعها أحمد الباهي، كلية الآداب والعلوم الإنسانية بالقيروان، دار مسكيلياني للنشر، زغوان، الصفحات 31-52، 2009 (اقرأ هنا).